# Salebriaria
Salebriaria is een geslacht van vlinders van de familie snuitmotten (Pyralidae), uit de onderfamilie Phycitinae.

## Soorten
- S. annulosella Ragonot, 1887
- S. engeli Dyar, 1906
- S. fructetella Hulst, 1892
- S. nubiferella Ragonot, 1887
- S. pumilella Ragonot, 1887
- S. tenebrosella Hulst, 1887
- S. turpidella Ragonot, 1888